# Dicranomyia (Pseudoglochina) bilatior
Dicranomyia (Pseudoglochina) bilatior is een tweevleugelige uit de familie steltmuggen (Limoniidae). De soort komt voor in het Oriëntaals gebied.